# Feira Nova (Sergipe)
Feira Nova is een gemeente in de Braziliaanse deelstaat Sergipe. De gemeente telt 5.875 inwoners (schatting 2009).